# Cerastis violetta
Cerastis violetta är en fjärilsart som beskrevs av Charles Boursin 1948. Cerastis violetta ingår i släktet Cerastis och familjen nattflyn. Inga underarter finns listade i Catalogue of Life.